# Blocco atrioventricolare di III grado
Il blocco atrio-ventricolare di III grado (BAV totale) è un disturbo della trasmissione dell'impulso cardiaco. La comunicazione tra il nodo atrio-ventricolare e il fascio di His viene regolarmente arrestata, quindi si ha un completo arresto dell'impulso e i ventricoli non si contraggono più. Questa condizione però è compensata dal fatto che tutte le parti del sistema di conduzione hanno un loro automatismo di scarica, per cui, dopo un periodo di latenza, una zona del sistema di conduzione inizia a generare impulsi ritmici fungendo da pace-maker e i ventricoli ricominciano a contrarsi.